# Urodziny Milusia
Urodziny Milusia – album zawierający antologię komiksów Janusza Christy z serii Kajko i Kokosz.

## O albumie
Album został wydany w roku 2004 i zostały w nim zebrane wszystkie krótkie komiksy o Kajku i Kokoszu Janusza Christy, co różni go od innych albumów zawierających długie historie na cały album. Komiksy w zbiorze wcześniej pojawiały się w różnych magazynach i antologiach jak "Świat Młodych", "Super Boom", "Wygnaniec" czy "Dziennik Bałtycki". Album zawiera także komiksy zrobione do kalendarza ściennego dla Biura Ruchu Drogowego.
Większość historii w albumie dzieje się przed albumem "Skarby Mirmiła", gdyż Smok Miluś nie ma w nich jeszcze skrzydeł (wyrastają w historii "Koncert Kaprala"), przez co spora część fanów umieszcza album zaraz po "Zamachu na Milusia". Wyjątkiem jest kalendarz z 1998 roku, gdyż pojawiają się w nim Borostwory, które zadebiutowały dopiero w historii "Kajko i Kokosz w krainie Borostworów". Spekuluje się, że komiksy "Urodziny Milusia", "Łaźnia" i "Koncert Kaprala" były stworzone (lecz nie wykorzystane) dla magazynu "Relax".

## Komiksy w zbiorze
- Pasowanie (komiks stworzony ok. 1974 roku, po raz pierwszy opublikowany w Tygodniku Bałtyckim w 1992 roku, a później w "Super Boom" w 1993 roku) – 2 strony[2]. Historia różni się od pozostałych, gdyż Kajko i Kokosz nie są w niej wojami Mirmiła, ale księcia imieniem Włado. Komiks powstał jako zwiastun prezentujący serię dla potencjalnych magazynów i wydawców[3].
- Urodziny Milusia (oryginalna publikacja w 1986 roku w antologii "Fortuna Amelii") – 6 plansz.
- Łaźnia (oryginalna publikacja w 1985 roku w gazetce komiksowej, a później w fortunie Amelii i w "Kaczorze Donaldzie") – 6 stron.
- Koncert Kaprala (oryginalna publikacja w antologii "Bambi") – 6 stron. Jest to historia, w której Milusiowi wyrastają skrzydła.
- Profesor Stokrotek (oryginalna publikacja w antologii "Wygnaniec" w 1988 roku, ale narysowany został prawdopodobnie w 1979 roku) – 9 stron. W komiksie Kajko i Kokosz przenoszą się w czasie do współczesnej epoki. Komiks powstał, by promować Centrum zdrowia dziecka, jednak ostatecznie nie został w owym celu wykorzystany. W komiksie pojawia się karykatura prezenterki telewizyjnej Ireny Dziedzic[4], zaś pojawiający się reżyser prawdopodobnie był nawiązaniem do Andrzeja Wajdy[5].
- Srebrny denar (oryginalna publikacja "Świat Młodych" 1984) – 1 strona.
- 1987 (komiks do kalendarza ściennego) – 12 plansz.
- 1988 (komiks do kalendarza ściennego) – 12 plansz.